# Agatovo
Agatovo (Bulgaars: Агатово) is een dorp in Bulgarije. Het dorp is gelegen in de gemeente Sevlievo, oblast Gabrovo.

## Bevolking
De bevolking daalt en verouderd in een rap tempo. In 2011 woonden er nog 303 mensen in het dorp: 51 inwoners waren toen jonger dan 20 jaar, 41 inwoners waren tussen de 20-39 jaar oud, 55 inwoners waren tussen de 40-59 jaar oud en 155 inwoners waren zestig jaar of ouder. De gemiddelde leeftijd in het dorp was destijds tegen de zestig jaar aan. Sinds 1946 is de bevolking continu afgenomen tot een minimum van 246 personen in 2019.
|  |

Van de 303 inwoners reageerden er 162 op de optionele volkstelling van 2011. Zo’n 140 personen identificeerden zichzelf als etnische Bulgaren (86%), gevolgd door 19 Bulgaarse Turken (11,7%) en 3 Roma (1,9%).
| Etniciteit   | Aantal | %     |
| ------------ | ------ | ----- |
| Bulgaren     | 140    | 86,4% |
| Turken       | 19     | 11,7% |
| Roma         | 3      | 1,9%  |
| Overig       | ...    | ...   |
| Respondenten | 162    |       |